# Parques regionales de Italia
Los parques regionales de Italia (en italiano: parchi regionali italiani) consisten en áreas protegidas —terrestres, fluviales, lacustres y eventualmente de tramos de mar frente a la costa— de gran valor ambiental y natural, que constituyen, en el contexto de una o más regiones adyacentes, un sistema homogéneo, individualizado por los activos naturales de los lugares, de los valores naturales y artísticos y de las tradiciones culturales de las poblaciones locales.
Los parques regionales están regulados por el D.P.R. 616/77, que transfiere la competencia a las regiones en el campo de las áreas protegidas. Actualmente la EUAP (Elenco ufficiale delle aree naturali protette, 6.ª actualización de 2010) incluye 134 parques regionales que cubren un área de aproximadamente 1 300 000 ha.
La lista que sigue incluye también otros parques regionales que no están incluidos en dicho elenco EUAP. 

## Abruzos
- Parque Regional Sirente Velino

## Basilicata
- Parque arqueológico histórico-natural de las Iglesias rupestres del Materano
- Parque natural de Gallipoli Cognato - Piccole Dolomiti Lucane

## Calabria
- Parque costero-marino de la Costa Viola[2] - no incluido en el EUAP
- Parque natural regional Serre

## Campania
- Parque natural Diecimare
- Parque regional de  Montes Picentini
- Parque regional de los Montes Lattari
- Parque regional del Partenio
- Parque regional del  Matese
- Parque regional de Roccamonfina-Foce Garigliano
- Parque regional del Taburno - Camposauro
- Parque regional de los  Campi Flegrei
- Parque regional Cuenca Hidrográfica del Río Sarno

## Emilia-Romaña
- Parque fluvial regional del Taro
- Parque fluvial regional dello Stirone
- Parque natural regional de los Bosques de Carrega
- Parque regional de los Gessi Bolognesi e Calanchi dell'Abbadessa
- Parque regional de los Sasso de Roccamalatina
- Parque regional del Corno alle Scale
- Parque regional del Delta del Po de Emilia-Romana
- Parque regional del Alto Appennino Modenese
- Parque regional de la Vena del Gesso Romagnola
- Parque regional de los Valles del Cedra y del Parma
- Parque regional de la Abadía de Monteveglio
- Parque regional de los lagos Suviana y Brasimone
- Parque regional histórico del Monte Sole
- Parque fluvial del Panaro (en vía de declaración  Archivado el 21 de septiembre de 2016 en Wayback Machine.)

## Friuli-Venecia Julia
- Parque natural de los Dolomas Friulanos
- Parque natural de los Prealpes Giulie

## Lacio
- Parque dell'Inviolata
- Parque natural regional de los Apeninos - Montes Simbruini
- Parque regional natural de los Montes Lucretili
- Parque natural regional Appia antica
- Parque natural de Veio
- Parque natural de los Montes Aurunci
- Parque natural regional del complejo lacustre de Bracciano - Martignano
- Parque regional de los Castelli Romanos
- Parque regional de Gianola y del Monte de Scauri
- Parque regional Marturanum
- Parque suburbano Valle del Treja
- Parque urbano de la antiquíssima Città de Sutri
- Parque regional urbano Monte Orlando
- Parque regional urbano del Pineto
- Parque regional Riviera de Ulisse – no incluido en el EUAP
- Parque natural regional Monti Ausoni e Lago de Fondi – non incluso nell'EUAP

## Liguria
- Parque natural regional de los Alpes Ligures
- Parque natural regional del Beigua
- Parque natural regional de Portofino
- Parque natural regional de Bric Tana
- Parque natural regional de Piana Crixia
- Parque natural regional del Antola
- Parque natural regional del Aveto
- Parque natural regional de Montemarcello-Magra
- Parque natural regional de Porto Venere

## Lombardía

Mapa de las áreas protegidas lombardas

- Parque regional dell Alto Garda Bresciano
- Parque regional Campo dei Fiorii
- Parque natural del Monte Barro
- Parque regional del Adamello
- Parque della Pineta de Appiano Gentile e Tradate
- Parque regional del Valle del Lambro
- Parque natural Spina Verde de Como
- Parque natural del Bosque de los Robles
- Parque natural lombardo del Valle del Ticino
- Parque regional de Montevecchia y del Valle del Curone
- Parque natural dell'Adda Nord
- Parque natural dei Colli de Bergamo
- Parque natural Nord - Milano

 Parques regionales no incluídos en el EUAP
- Parque dell'Adda Sud
- Parque della Grigna Settentrionale
- Parque de los Groane
- Parque agricolo Sud Milano
- Parque regional  del Mincio
- Parque dell'Oglio Nord
- Parque dell'Oglio Sud
- Parque de los Orobie Bergamasche
- Parque de los Orobie Valtellinesi
- Parque del Monte Netto
- Parque del Serio
- Parque del Bernina, del Disgrazia, della Val Masino e della Val Codera
- Parque del Livignese

## Marcas
- Parque regional del Conero
- Parque natural regional del Sasso Simone e Simoncello
- Parque natural regional del Monte San Bartolo
- Parque natural regional de la Garganta de la Rossa y de Frasassi

## Molise
- Parque regional agrícola histórico del olivo de Venafro – non incluso nell'EUAP

## Piamonte
- Parque natural Alta Valsesia
- Parque natural de los Lagos de Avigliana
- Parque natural de las Lagunas de Mercurago
- Parque natural del Bosco de los Sorti de la Partecipanza de Trino
- Parque natural del Gran Bosco de Salbertrand
- Parque natural del Monte Fenera
- Parque natural del Sacro Monte de Crea
- Parque natural della Alta Valle Pesio e Tanaro
- Parque natural de la Collina de Superga
- Parque natural de la Val Troncea
- Parque natural de la Valle del Ticino
- Parque natural de las Cabañas de Marcarolo
- Parque natural de los Lame del Sesia
- Parque natural de Rocchetta Tanaro
- Parque natural de Stupinigi
- Parque natural Orsiera-Rocciavrè
- Parque natural del Colle del Lys
- Parque natural de Conca Cialancia
- Parque natural del Monte San Giorgio
- Parque natural del Monte Tre Denti - Freidour
- Parque natural de los Alpes Veglia y de los Alpes Devero
- Parque natural de los Alpes Marítimos
- Parque natural de interés provincial  del Lago de Candia
- Parque regional La Mandria
- Parque fluvial  Gesso e Stura —no incluido en el EUAP

## Apulia
- Parque natural regional in località Lama Balice
- Parque natural regional Salina de Punta della Contessa
- Parque natural regional Bosco e paludi de Rauccio
- Parque natural regional Terra de los Gravine
- Parque natural regional Porto Selvaggio y Pantano del Capitano
- Parque natural regional Bosco Incoronata
- Parque natural regional Isola de S. Andrea e litorale di Punta Pizzo
- Parque natural regional Costa Otranto - S. Maria di Leuca e Bosco de Tricase
- Parque natural regional Dune costiere da Torre Canne a Torre S. Leonardo
- Parque natural regional Litoral de Ugento
- Parque natural regional Río Ofanto

## Cerdeña
- Parque natural regional de Porto Conte
- Parque natural regional "Molentargius-Saline"

- Parque natural regional de Gutturu Mannu (en vía de declaración)
- Parque natural regional de Tepilora, Sant'Anna e Rio Posada (en vía de declaración)
- Parque natural regional del Monte Arci (en vía de declaración)

## Sicilia
En Sicilia, debido a la legislación autonómica, no existen parques nacionales sino regionales.
- Parque fluvial del Alcantara
- Parque de los Nebrodes
- Parque del Etna
- Parque de los Madonie
- Parque dei Monti Sicani – no incluido en el EUAP

## Toscana
- Parque natural de la Maremma
- Parque natural de Migliarino, San Rossore, Massaciuccoli
- Parque natural regional de los Alpes Apuane
- Parque interprovincial de Montioni
- Parque provinciale de los Montes Livorneses

## Trentino-Alto Adigio
- Provincia autónoma de Bolzano
  - Parque natural Dolomitas de Sesto
  - Parque natural Rieserferner-Ahrn (Vedrette de Ries-Aurina)
  - Parque natural Puez-Geisler
  - Parque natural Monte Corno
  - Parque natural dello Sciliar-Catinaccio
  - Parque natural Fanes-Sennes-Prags
  - Parque natural Texelgruppe
- Provincia autónoma de Trento
  - Parque natural Paneveggio - Pale de San Martino
  - Parque natural provincial del Adamello-Brenta

## Umbría
- Parque fluvial del Nera
- Parque fluvial del Tíber
- Parque  de Colfiorito
- Parque del Lago Trasimeno
- Parque del Monte Cucco
- Parque del Monte Subasio

## Valle de Aosta
- Parque natural del Monte Avic

## Véneto
- Parque natural regional del Río Sile
- Parque natural regional de la Lessinia
- Parque natural regional de los Dolomitas de Ampezzo
- Parque regional  de los Colli Euganei
- Parque regional veneto del Delta del Po
- Parque regional de interés local Civiltà delle Rogge – no incluido en el EUAP